# Hendrik van Almain
Hendrik van Almain (Hailes Abbey, 2 november 1235 - Viterbo, 13 maart 1271) was een zoon van de Rooms-Duitse Richard van Cornwall. Zijn achternaam Almain is afkomstig van het woord Allemagne, de Franse benaming voor Duitsland, ter verwijzing naar de Duitse banden van zijn vader.

## Biografie
Hendrik van Almain werd geboren als het derde kind van Richard van Cornwall en Isabella van Pembroke. Volgens Matthew Paris werd Hendrik in 1257 tot ridder geslagen. In 1264 vocht hij samen met zijn vader mee aan de zijde van de royalisten tegen Simon V van Montfort in de Slag bij Lewes. De slag resulteerde in een overwinning voor Simon van Montfort en de ondertekening van de Ellende van Lewes. Hierbij werd Hendrik van Almain samen met kroonprins Eduard Langbeen als gijzelaar meegegeven aan de opstandige baronnen.
Hij werd later vrijgelaten en in 1266 was hij samen met de pauselijke legaat Ottobuono Fieschi dei Conti di Lavagna verantwoordelijk voor het opstellen van het Dictum van Kenilworth dat de royalisten en de opstandelingen zouden verzoenen en een einde maakte aan het Beleg van Kenilworth. Drie jaar later huwde hij op Windsor Castle met Constance van Montcada, de weduwe van de Aragonese Infante Alfons.
Samen met kroonprins Eduard nam Hendrik van Almain in 1270 deel aan de Achtste Kruistocht. Ze arriveerden echter te laat in Tunesië en maakten bezwaar tegen het feit dat de Fransen een overeenkomst hadden gesloten met de emir van Tunis. Terwijl Eduard met zijn vloot richting het Heilige Land zeilde om alsnog een kruistocht te leiden stuurde hij Hendrik van Almain naar Gascogne om daar namens hem te regeren. In 1271 was hij aan het bidden in de kathedraal van Viterbo toen hij daar door sluipmoordenaars koelbloedig werd gedood. Kroniekschrijvers schreven deze moord toe aan de zoons van Simon V van Montfort die wraak wilden nemen voor hun dode vader. Toen zijn vader het nieuws vernam kreeg hij een beroerte en stierf een klein jaar later. Hendrik van Almains hart werd laten begraven in de St. Edward's Chapel in de Westminster Abbey. De rest van zijn lichaam werd begraven in Hailes Abbey.
- Gemeinsame Normdatei: 138991391
- International Standard Name Identifier: 0000 0000 7074 6562
- Virtual International Authority File: 95593135
- WorldCat: E39PBJjhxcTTWyVP69qPCgdhHC